# 新潟県立船江高等学校
新潟県立船江高等学校（にいがたけんりつふなえこうとうがっこう）は、新潟県新潟市白山浦に存在した県立高等学校。2007年に閉校した。

## 概要
1967年に3校の定時制課程が統合して誕生した夜間定時制のみの高等学校。独立校舎はなく、新潟県立新潟商業高等学校の校舎を使用している。新潟県立新潟翠江高等学校の開校にともない2004年度より募集を停止し、2007年3月に閉校した。

## 沿革

### 経緯
本校は新潟県立新潟中央高等学校・新潟県立新潟南高等学校・新潟県立新潟商業高等学校の定時制課程が統合して1967年に開校した。2004年には本校および新潟県立黒埼高等学校・新潟県立新潟高等学校通信制課程との統合で新潟県立新潟翠江高等学校が開校し、本校は募集停止。2007年3月に閉校した。

### 年表
- 1967年4月1日 新潟中央高校・新潟南高校・新潟商業高校の各定時制課程が統合し、新潟商業高校の校舎を用いて新潟県立船江高等学校が開校。
- 2004年4月1日 黒埼高校・新潟高校通信制との統合で新潟翠江高校が開校し、船江高校は募集停止。
- 2006年10月21日 閉校記念式典を挙行。
- 2007年3月31日 閉校。

## 交通
- JR越後線白山駅下車徒歩6分
- 新潟交通バス西小針線 新潟商業高校前バス停下車徒歩1分